# Cihaur (Manonjaya)
Cihaur is een bestuurslaag in het regentschap Tasikmalaya van de provincie West-Java, Indonesië. Cihaur telt 3451 inwoners (volkstelling 2010).